# Episodi di Due fantagenitori (prima stagione)
La prima stagione della serie animata Due fantagenitori, composta da 7 episodi, è stata trasmessa negli Stati Uniti, da Nickelodeon, dal 30 marzo al 12 dicembre 2001.
In Italia è stata trasmessa dal 2 dicembre 2002 su Fox Kids.
| nº | Titolo originale    | Titolo italiano            | Prima TV USA     | Prima TV Italia |
| -- | ------------------- | -------------------------- | ---------------- | --------------- |
| 1  | The Big Problem!    | Timmy diventa grande       | 30 marzo 2001    | 2 dicembre 2002 |
| 1  | Power Mad!          | Potere folle               | 30 marzo 2001    | 2 dicembre 2002 |
| 2  | Spaced Out          | Fuori dallo spazio         | 6 aprile 2001    | 3 dicembre 2002 |
| 2  | TransParents!       | Un maestro sospettoso      | 6 aprile 2001    | 3 dicembre 2002 |
| 3  | A Wish Too Far!     | Un desiderio troppo grande | 13 aprile 2001   | 4 dicembre 2002 |
| 3  | Tiny Timmy!         | Piccolo Timmy              | 13 aprile 2001   | 4 dicembre 2002 |
| 4  | Father Time!        | Viaggio nel tempo          | 20 aprile 2001   | 5 dicembre 2002 |
| 4  | Apartnership!       | Relazioni a parte          | 20 aprile 2001   | 5 dicembre 2002 |
| 5  | Chin Up!            | Su il mento                | 27 aprile 2001   | 6 dicembre 2002 |
| 5  | Dog's Day Afternoon | Pomeriggio da cani         | 27 aprile 2001   | 6 dicembre 2002 |
| 6  | Dream Goat!         | Sogni rivelatori           | 4 maggio 2001    | 7 dicembre 2002 |
| 6  | The Same Game       | Un mondo tutto grigio      | 4 maggio 2001    | 7 dicembre 2002 |
| 7  | Christmas Everyday! | Natale tutti i giorni!     | 12 dicembre 2001 | 8 dicembre 2002 |

## Timmy diventa grande
- Titolo originale: The Big Problem!

### Trama

Timmy da adulto

Dopo essere stato vittima di bullismo da parte di Francis, essere stato respinto dalla squadra di football e non aver potuto vedere un film per adulti, Timmy desidera diventare grande. Tuttavia, scoprirà a sue spese che non era quello che voleva: essere grandi significa dover guidare in mezzo al traffico, pagare il proprio cibo e vedere film romantici e smielati (che non sono affatto come se li immaginava). Dal momento che Cosmo e Wanda possono esaudire solo i desideri dei bambini, non possono più essere i padrini fatati di Timmy e devono essere assegnati a un bambino molto dispettoso. Inoltre i poliziotti mettono il protagonista in prigione. Qui, disperato, comincia a piangere e fare i capricci proprio come un bambino, dimostrando in realtà di essere ancora piccolo: Cosmo e Wanda riescono quindi a farlo tornare normale.

## Potere folle
- Titolo originale: Power Mad!

### Trama
Dopo aver giocato una partita virtuale con i coniglietti ninja, Timmy si annoia e desidera avere un videogioco dal quale si possa uscire solo se si vince la partita. Chester e A.J. fanno visita a Timmy per provare il suo nuovo videogioco, successivamente quest'ultimo li seguirà. Vicky, nel frattempo, attacca molte spine della corrente, rischiando un cortocircuito nella casa di Timmy, però a Cosmo vengono in mente diverse idee per non far saltare la corrente. Il gioco è ambientato negli edifici visitati da Timmy e se lui, Chester e A.J. perderanno tutte le tre vite scompariranno per sempre. Tutti e tre sono rimasti con una sola vita e Timmy si sacrifica per salvare Chester e A.J., perdendo la sua ultima vita. Il punteggio del protagonista sale tuttavia a 50 000 000 punti, facendogli guadagnare una vita extra, così tutti e tre riescono a uscire dal gioco.

## Fuori dallo spazio
- Titolo originale: Spaced Out

### Trama
Dopo aver guardato un episodio di Crash Nebula, Chester, A.J e Timmy cercano di imitarlo. Per rendere la cosa più realistica, quest'ultimo desidera un alieno vero e proprio. Ma Cosmo e Wanda gli danno un alieno reale di nome Mark Chang, principe di un pianeta chiamato Yugopotamia. Mark cattura Chester e A.J. (che non sanno che questo è un alieno vero) e si innamora di Vicky. Timmy deve trovare i genitori di Mark in modo che possano riportarlo su Yugopotamia prima che Chester e A.J. scoprano la verità. Alla fine Mark viene convinto ad andarsene e Vicky lo saluta in lacrime.

## Un maestro sospettoso
- Titolo originale: TransParents!

### Trama
L'insegnante di Timmy, Denzel Q. Crocker, chiede un colloquio con i genitori del bambino, perché nutre dei sospetti su una sua ricerca di scienze. Timmy non può lasciare che i suoi veri genitori lo scoprano, così Cosmo e Wanda sostituiscono i suoi veri genitori. Crocker, sospettando che i due siano delle fate, prepara delle trappole, che sarà lui stesso a subire, insieme alla direttrice Waxelplax, la quale si arrabbierà con l'insegnante, ma anche con Timmy per aver truccato la ricerca e infine con Chester e A.J. per essere entrati nel bagno delle femmine, dando a tutti una punizione.

## Un desiderio troppo grande
- Titolo originale: A Wish Too Far!

### Trama
Innamoratosi della popolare ragazza Trixie Tang, Timmy desidera essere un ragazzo popolare, ma, durante l'organizzazione di una festa, venendo processato, rischia di perdere i fantagenitori per via della sua ingratitudine. Il giudice del Fantamondo vede però come si comporta successivamente con i suoi amici, chiedendo loro scusa, e gli restituisce Cosmo e Wanda.

## Piccolo Timmy
- Titolo originale: Tiny Timmy!

### Trama
Annoiato da una ricerca sul corpo umano, Timmy desidera di diventare piccolo, come gli esseri microscopici, per poter esplorare il corpo di Vicky. Ben presto, però, arriverà nel cervello di quest'ultima, facendola diventare gentilissima. Gli omini che controllano il cervello, però, si arrabbieranno con Timmy, costringendolo a scappare. Il giorno dopo, quest'ultimo presenta a scuola un progetto su quello che ha visto, venendo però schernito e prendendo una F.

## Viaggio nel tempo
- Titolo originale: Father Time!

### Trama
Dopo aver distrutto un trofeo vinto dal padre tanti anni fa, Timmy decide di tornare indietro nel tempo fino al 1970, quando il padre vinse quel trofeo. L'obiettivo del bambino è di rendere il padre impreparato per la gara, così da fargliela perdere. Ben presto, però, Timmy scoprirà che è grazie a quel trofeo che il padre conquistò sua madre. Classificandosi ultimo, infatti, il padre ottiene una borsa di studio per l'Università per dittatori. Quando Timmy torna nel presente, con Cosmo e Wanda del passato, trova un mondo diverso: il padre, laureatosi all'Università per dittatori, governa sul mondo intero con la sua politica del sorriso. Timmy è allora costretto a ritornare al 1970, gareggiare al posto del padre e vincere. Alla fine, comunque, tutto finisce bene.

## Relazioni a parte
- Titolo originale: Apartnership!

### Trama
È l'anniversario di matrimonio di Wanda e Cosmo, ma, a causa di un malinteso, quest'ultimo torna a vivere con sua madre, Mamma Cosma. Timmy è costretto ad andare nel Fantamondo con Wanda per risolvere la situazione. La mamma di Cosmo cerca di impedire che il figlio scelga di nuovo l'odiatissima Wanda tramite un quiz diretto da Cupido, che viene pagato affinché Cosmo non si innamori nuovamente di Wanda. Timmy, però, colpisce Cupido con una delle sue stesse frecce, facendo in modo che quest'ultimo si innamori di Mamma Cosma, mentre Cosmo e Wanda tornano di nuovo insieme.

## Su il mento
- Titolo originale: Chin Up!

### Trama
Timmy incontra Crimson Mentone (il suo supereroe preferito), ma quando quest'ultimo viene a sapere di essere solo una finzione si deprime. Timmy è pertanto costretto a cercare di convincere Crimson a continuare la sua lotta contro il crimine, poiché il fumetto rischia di non essere più distribuito.

## Pomeriggio da cani
- Titolo originale: Dog's Day Afternoon

### Trama
Vicky è andata a fare la baby-sitter e ha portato con sé il suo cane chiamato Doidle, che preferisce (come logica) a Timmy. Il bambino allora decide di scambiare il suo cervello con quello del cane. Purtroppo il giorno della visita dal veterinario, Timmy non può esprimere il desiderio di tornare normale, perché Cosmo e Wanda non capiscono ciò che dice. Resta una soluzione: far desiderare al cane nel corpo di Timmy di tornare nel suo corpo originale.

## Sogni rivelatori
- Titolo originale: Dream Goat!

### Trama
Chompy (una capra che, oltre a essere la mascotte di Dimmsdale, è anche la sua eroina per fatti passati) ha bisogno di libertà, così Timmy desidera che sia libero. Vicky viene però accusata di aver liberato Chompy e di conseguenza arrestata. Durante alcune notti, Timmy inizia ad avere degli incubi, dati dal senso di colpa, e così è costretto a far tornare Chompy.

## Un mondo tutto grigio
- Titolo originale: The Same Game

### Trama
Timmy viene preso in giro dal Dr. Bender (un dentista malvagio) e da suo figlio Wendell, perché ha dei denti sporgenti di grandi dimensioni. Desidera quindi che tutti siano uguali fra loro e tutti si trasformano in gelatine grigie. Dal momento che le fate non possono trovare i loro figliocci, cominciano a esplodere per eccesso di magia e diventano polvere. Quando Cosmo e Wanda vanno a cercare Timmy, non hanno fortuna. Cosmo diventa polvere e Wanda è in procinto di diventarlo, ma alla fine riescono a trovare Timmy.

## Natale tutti i giorni!
- Titolo originale: Christmas Everyday!

### Trama
Timmy, dopo aver trascorso un bel Natale con i suoi genitori senza Vicky, desidera che ogni giorno sia Natale. Tuttavia, arrivati al quindicesimo Natale, gli spiriti delle altre feste diventano gelosi, perché così ci sarà solo il Natale e loro non ci saranno più. Guidati dal Coniglio pasquale, le feste decidono di andare al Polo Nord per fermare il Natale, confidandolo al 31 febbraio (una data immaginaria). Timmy tenta di fermarle, siccome in questo modo non ci sarà mai più Natale. Alla fine le feste e Timmy, con l'aiuto dei bambini di tutto il mondo, trovano un accordo e riescono a fare in modo che non sia più Natale tutti i giorni, facendo quindi iniziare un nuovo giorno. Inoltre viene aggiunta una nuova regola che vieta di esprimere desideri che alterino la dimensione spazio temporale.